# 日野村 (長野県下高井郡)
日野村（ひのむら）は長野県下高井郡にあった村。現在の中野市中心部の南東にあたる。

## 歴史
- 1889年（明治22年）4月1日 - 町村制の施行により、高井郡間山村、新野村、高遠村、更科村、小田中村[1]の区域をもって発足。
- 1954年（昭和29年）7月1日 - 中野町・延徳村・平野村・長丘村・平岡村・高丘村・科野村・倭村と合併して中野市が発足。同日日野村廃止。